# New Year's Revolution 2005
New Year's Revolution 2005 was een professioneel worstel-pay-per-viewevenement dat geproduceerd werd door de World Wrestling Entertainment (WWE). Dit evenement was de eerste editie van New Year's Revolution en vond plaats in de José Miguel Agrelot Coliseum in San Juan op 9 januari 2005.
De belangrijkste gebeurtenis was de Elimination Chamber match voor de beschikbare WWE World Heavyweight Championship tussen Triple H, Randy Orton, Batista, Edge, Chris Jericho en Chris Benoit. Triple H won de match en de Championship.

## Resultaten
| Nr.                                                                          | Match | Winnaar(s)                  |
| ---------------------------------------------------------------------------- | --- | --------------------------- |
| -                                                                            | La Résistance vs. Rosey en The Hurricane in een tag team match | Rosey en The Hurricane      |
| 1                                                                            | Eugene & William Regal (c) v. Christian & Tyson Tomko in een tag team match voor het World Tag Team Championship | Eugene &n William regal (c) |
| 2                                                                            | Lita (c) vs. Trish Stratus in een een-op-eenmatch voor het WWE Women's Championship | Trish Stratus (nc)          |
| 3                                                                            | Shelton Benjamin (c) vs. Maven in een een-op-eenmatch voor het WWE Intercontinental Championship | Shelton Benjamin (c)        |
| 4                                                                            | Shelton Benjamin (c) vs. Maven in een een-op-eenmatch (herkansing) voor het WWE Intercontinental Championship | Shelton Benjamin (c)        |
| 5                                                                            | Jerry Lawler (met Jim Ross) vs. Muhammad Hassan (met Daivari) in een een-op-eenmatch | Muhammad Hassan             |
| 6                                                                            | Kane vs. Snitsky in een een-op-eenmatch | Kane                        |
| 7                                                                            | Chris Jericho vs. Randy Orton vs. Chris Benoit vs. Batista vs. Triple H (met Ric Flair) vs. Edge in een Elimination Chamber match voor het vacante WWE World Heavyweight Championship met Shawn Michaels als special guest referee | Triple H (nc)               |
| (c) huidige kampioen voor en na de match \| (nc) nieuwe kampioen na de match | |                             |